# Arima Haruo
Arima Haruo (jap. 有馬 暎夫) war ein japanischer Fußballspieler.

## Nationalmannschaft
1927 debütierte Arima für die japanische Fußballnationalmannschaft. Arima bestritt zwei Länderspiele. Mit der japanischen Nationalmannschaft qualifizierte er sich für die Far Eastern Championship Games 1927.